# Galatasaray in het seizoen 2008/09

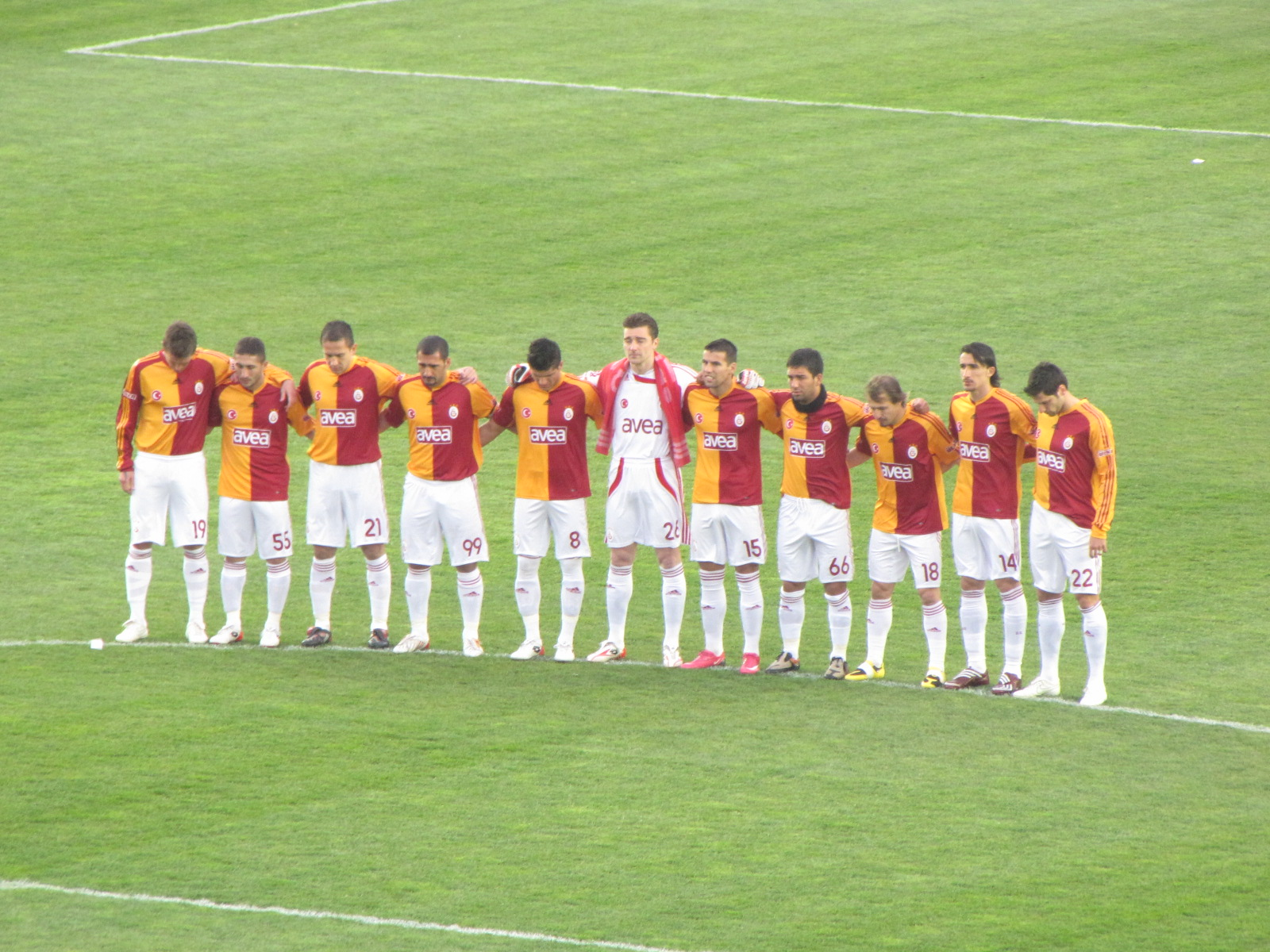
Team van 2008-2009

Hier zijn wedstrijden en informatie over Galatasaray SK van het jaar 2008-2009.

## Selectie
| Nr. | Nat.                    | Pos. | Speler        |
| 1   | Vlag van Turkije        | DM   | Aykut         |
| 2   | Vlag van Turkije        | V    | Emre Güngör   |
| 3   | Vlag van Turkije        | V    | Uğur Uçar     |
| 5   | Vlag van Portugal       | V    | Meira         |
| 6   | Vlag van Zweden         | M    | Linderoth     |
| 7   | Vlag van Turkije        | M    | Aydin Yılmaz  |
| 8   | Vlag van Duitsland      | M    | Barış Özbek   |
| 10  | Vlag van Brazilië       | M    | Lincoln       |
| 11  | Vlag van Turkije        | M    | Hasan Şaş     |
| 14  | Vlag van Turkije        | M    | Mehmet Topal  |
| 15  | Vlag van Tsjechië       | A    | Milan Baroš   |
| 17  | Vlag van Turkije        | A    | Yaser Yıldız  |
| 18  | Vlag van Turkije        | M    | Ayhan Akman   |
| 19  | Vlag van Australië      | M    | Harry Kewell  |
| 20  | Vlag van Congo-Kinshasa | A    | Shabani Nonda |

| Nr. | Nat.               | Pos. | Speler          |
| 21  | Vlag van Turkije   | V    | Emre Aşık       |
| 22  | Vlag van Turkije   | V    | Hakan Balta     |
| 23  | Vlag van Turkije   | V    | Serkan Kurtuluş |
| 26  | Vlag van Italië    | DM   | De Sanctis      |
| 28  | Vlag van Turkije   | V    | Semih Kaya      |
| 35  | Vlag van Turkije   | A    | Ferdi Elmas     |
| 54  | Vlag van Turkije   | DM   | Orkun Uşak      |
| 55  | Vlag van Turkije   | M    | Sabri Sarıoğlu  |
| 60  | Vlag van Turkije   | V    | Alparslan       |
| 61  | Vlag van Duitsland | A    | Serkan Çalık    |
| 66  | Vlag van Turkije   | M    | Arda Turan      |
| 74  | Vlag van Turkije   | V    | Volkan Yaman    |
| 76  | Vlag van Turkije   | V    | Servet Çetin    |
| 83  | Vlag van Turkije   | A    | Erhan Şentürk   |
| 99  | Vlag van Turkije   | A    | Ümit Karan      |

- = Aanvoerder

### Transfers
IN
|                    | Speler            | Vorige club        | Positie      |
| ------------------ | ----------------- | ------------------ | ------------ |
| Vlag van Turkije   | Aydın Yılmaz      | İstanbul B.B.      | Middenvelder |
| Vlag van Australië | Harry Kewell      | Liverpool FC       | Middenvelder |
| Vlag van Portugal  | Fernando Meira    | VfB Stuttgart      | Verdediger   |
| Vlag van Italië    | Morgan De Sanctis | Sevilla FC         | Doelman      |
| Vlag van Turkije   | Alparslan Erdem   | Werder Bremen      | Verdediger   |
| Vlag van Tsjechië  | Milan Baroš       | Olympique Lyonnais | Aanvaller    |

UIT
|                   | Speler         | Naar                  | Bedrag       |
| ----------------- | -------------- | --------------------- | ------------ |
| Vlag van Portugal | Fernando Meira | Zenit Sint-Petersburg | €6.6 miljoen |
| Vlag van Ghana    | Ahmed Barusso  | AC Siena              | uitgeleend   |
| Vlag van Algerije | Ismaël Bouzid  | Troyes AC             | Gratis       |

## Oefenwedstrijden
| Datum      | Thuis            | Uitslag | Uit            | Goals (GS)   |
| ---------- | ---------------- | ------- | -------------- | ------------ |
| 13-07-2008 | VfB Homberg      | 0-2     | Galatasaray SK | Erhan, Yaser |
| 16-07-2008 | SC Paderborn 07  | 1-1     | Galatasaray SK | Barış        |
| 19-07-2008 | Lokomotiv Sofia  | 1-1     | Galatasaray SK | Barış        |
| 19-07-2008 | AA Gent          | 0-0     | Galatasaray SK |              |
| 1-08-2008  | TSG Hoffenheim   | 2-1     | Galatasaray SK | Emre Aşık    |
| 3-08-2008  | TSV 1860 München | 0-0     | Galatasaray SK |              |

## TRT Radyospor Cup
| Seizoen   | Competitie        | Ronde     | Land               | Club                | Score |
| --------- | ----------------- | --------- | ------------------ | ------------------- | ----- |
| 2008-2009 | TRT Radyospor Cup | 1/2       | Vlag van Duitsland | Bayer 04 Leverkusen | 1-3   |
|           |                   | 3. plaats | Vlag van Duitsland | Werder Bremen       | 4-1   |

| #      | Club                |
| ------ | ------------------- |
| Goud   | Bayer 04 Leverkusen |
| Zilver | Bursaspor           |
| Brons  | Galatasaray SK      |
| 4.     | Werder Bremen       |

## Turkse supercup
| Datum      | Ronde  | Thuis          | Uitslag | Uit         | Goals (GS)    |
| ---------- | ------ | -------------- | ------- | ----------- | ------------- |
| 17-08-2008 | Finale | Galatasaray SK | 2-1     | Kayserispor | Kewell, Nonda |

| #      | Club           |
| ------ | -------------- |
| Goud   | Galatasaray SK |
| Zilver | Kayserispor    |

## Champions League

### Derde voorronde
| Datum      | Thuis            | Uitslag | Uit              | Goals (GS) |
| ---------- | ---------------- | ------- | ---------------- | ---------- |
| 13-08-2008 | Galatasaray SK   | 2-2     | Steaua Boekarest | Nonda (2x) |
| 27-08-2008 | Steaua Boekarest | 1-0     | Galatasaray SK   |            |

## Uefa cup

### Eerste ronde
| Datum      | Thuis          | Uitslag | Uit            | Goals (GS)                  |
| ---------- | -------------- | ------- | -------------- | --------------------------- |
| 19-09-2008 | AC Bellinzona  | 3-4     | Galatasaray SK | Kewell, Baroš (2x), Lincoln |
| 2-10-2008  | Galatasaray SK | 2-1     | AC Bellinzona  | Baroš, Yaser                |

### Groepsfase
| Team               | Ptn | Wed | W | G | V | DV | DT | DS |
| ------------------ | --- | --- | - | - | - | -- | -- | -- |
| Metalist Charkov   | 10  | 4   | 3 | 1 | 0 | 3  | 0  | 3  |
| Galatasaray SK     | 9   | 4   | 3 | 0 | 1 | 4  | 1  | 3  |
| Olympiakos Piraeus | 6   | 4   | 2 | 0 | 2 | 9  | 3  | 6  |
| Hertha BSC Berlin  | 2   | 4   | 0 | 2 | 2 | 1  | 6  | -5 |
| SL Benfica         | 1   | 4   | 0 | 1 | 3 | 2  | 9  | -7 |

| 1ste speeldag      |       |                    |
| Hertha BSC Berlin  | 1 - 1 | SL Benfica         |
| Galatasaray SK     | 1 - 0 | Olympiakos Piraeus |
| 2de speeldag       |       |                    |
| SL Benfica         | 0 - 2 | Galatasaray SK     |
| Metalist Charkov   | 0 - 0 | Hertha BSC Berlin  |
| 3de speeldag       |       |                    |
| Olympiakos Piraeus | 5 - 1 | SL Benfica         |
| Galatasaray SK     | 0 - 1 | Metalist Charkov   |
| 4de speeldag       |       |                    |
| Metalist Charkov   | 1 - 0 | Olympiakos Piraeus |
| Hertha BSC Berlin  | 0 - 1 | Galatasaray SK     |
| 5de speeldag       |       |                    |
| Olympiakos Piraeus | 4 - 0 | Hertha BSC Berlin  |
| SL Benfica         | 0 - 1 | Metalist Charkov   |

### Derde ronde
| Datum      | Thuis            | Uitslag | Uit              | Goals (GS)               |
| ---------- | ---------------- | ------- | ---------------- | ------------------------ |
| 18-02-2009 | Gir. de Bordeaux | 0-0     | Galatasaray SK   |                          |
| 26-02-2009 | Galatasaray SK   | 4-3     | Gir. de Bordeaux | Arda (2x), Kewell, Sabri |

### Achtste finale
| Datum      | Thuis          | Uitslag | Uit            | Goals (GS)    |
| ---------- | -------------- | ------- | -------------- | ------------- |
| 12-03-2009 | Hamburger SV   | 1-1     | Galatasaray SK | Ayhan         |
| 26-02-2009 | Galatasaray SK | 4-3     | Hamburger SV   | Kewell, Baroš |

### Süper Lig
DS:doelpuntensaldo

pts.:punten

### Eindstand
| #   | Club              | DS  | pts. |
| --- | ----------------- | --- | ---- |
| 1.  | Beşiktaş JK       | +30 | 71   |
| 2.  | Sivasspor         | +26 | 66   |
| 3.  | Trabzonspor       | +20 | 65   |
| 4.  | Fenerbahçe SK     | +24 | 61   |
| 5.  | Galatasaray SK    | +18 | 61   |
| 6.  | Bursaspor         | +11 | 58   |
| 7.  | Kayserispor       | +12 | 50   |
| 8.  | Gaziantepspor     | -2  | 47   |
| 9.  | İBB               | -9  | 42   |
| 10. | Ankaraspor        | -6  | 41   |
| 11. | Eskişehirspor     | -4  | 40   |
| 12. | Antalyaspor       | -8  | 40   |
| 13. | Ankaragücü        | -11 | 39   |
| 14. | Gençlerbirliği SK | -12 | 38   |
| 15. | Denizlispor       | -13 | 38   |
| 16. | Konyaspor         | -11 | 38   |
| 17. | Kocaelispor       | -26 | 29   |
| 18. | Hacettepe         | -39 | 22   |

Groen : Champions League
Blauw : Europa League
Rood : degradatie naar 1. Lig (tweede klasse)

## Turkse voetbalbeker

### Groepsfase
| Datum      | Thuis          | Uitslag | Uit            | Goals (GS)                |
| ---------- | -------------- | ------- | -------------- | ------------------------- |
| 30-10-2008 | Ankaraspor AŞ  | 1-1     | Galatasaray SK | Karan                     |
| 13-11-2008 | Galatasaray SK | 1-0     | Kayserispor    | Aydın                     |
| 8-1-2009   | Altay Izmir    | 1-2     | Galatasaray SK | Yaser, Baroš              |
| 17-1-2009  | Galatasaray SK | 4-2     | Malatyaspor    | Aydın, Karan, Arda, Yaser |

| Team           | Ptn | Wed | W | G | V | DV | DT | DS |
| -------------- | --- | --- | - | - | - | -- | -- | -- |
| Galatasaray SK | 10  | 4   | 3 | 1 | 0 | 8  | 4  | +4 |
| Ankaraspor AŞ  | 7   | 4   | 2 | 1 | 1 | 9  | 7  | +2 |
| Kayserispor    | 7   | 4   | 2 | 1 | 1 | 6  | 4  | +2 |
| Altay Izmir    | 4   | 4   | 1 | 1 | 2 | 7  | 6  | +1 |
| Malatyaspor    | 0   | 4   | 0 | 0 | 4 | 5  | 14 | -9 |

### Kwart finale
| Datum     | Thuis          | Uitslag   | Uit            | Goals (GS) |
| --------- | -------------- | --------- | -------------- | ---------- |
| 27-1-2009 | Galatasaray SK | 1-1       | Sivasspor      | Ayhan      |
| 4-2-2009  | Sivasspor      | 1-1 (3-1) | Galatasaray SK | Arda       |

- Wedstrijd werd beslist na een strafschoppen serie.

2008/09 · 2009/10 · 2010/11 · 2011/12 · 2012/13 · 2013/14 · 2014/15